# Cyrtandra ampla
Cyrtandra ampla är en tvåhjärtbladig växtart som beskrevs av Charles Baron Clarke. Cyrtandra ampla ingår i släktet Cyrtandra och familjen Gesneriaceae. Inga underarter finns listade i Catalogue of Life.